# Supercopa de Europa 2006
La Supercopa de Europa 2006 o Supercopa de la UEFA 2006 fue un partido de fútbol que enfrentó al ganador de la Liga de Campeones y al de la Copa de la UEFA de la temporada anterior, 2005-06. El partido tuvo lugar entre el Barcelona y el Sevilla, con victoria de este último por 3 a 0. El partido se celebró el 25 de agosto de 2006 en el Stade Louis II en Mónaco. Fue la primera vez que se enfrentaron equipos españoles en esta competición.

## Previo
Esta edición de la Supercopa de Europa fue la trigésimo primera. Fue la primera vez que un partido de Supercopa de Europa enfrentó a dos equipos de un mismo país desde que este torneo se juega a partido único.
El Barcelona ganó la Liga de Campeones de la UEFA 2005-06 al imponerse en la final al Arsenal inglés por 2 a 1. Además Ronaldinho fue elegido mejor jugador del torneo. Esta sería la sexta Supercopa disputada por el equipo. En las otras cinco consiguió imponerse en dos ocasiones (en 1992 contra el Werder Bremen y en 1997 contra el Borussia Dortmund) y perdió el título tres veces (1979, 1982 y 1989).
Por su parte el Sevilla se clasificó para jugar este partido después de ganar la Copa de la UEFA 2005-06, jugando la final ante el Middlesbrough inglés, al que venció por 4 a 0. Esta fue la primera participación del equipo andaluz en la Supercopa de Europa.

## Partido

### Primera parte
El partido empezó con el Sevilla jugando mejor, y muy pronto, en el minuto 7, consigue el primer gol del encuentro gracias a una gran jugada de Luís Fabiano que cede el balón a Renato, y este solo tiene que empujar la pelota ante la portería vacía.
Después del gol el Sevilla seguía presionando, creando nuevas oportunidades de marcar; la más clara la tuvo Luís Fabiano que no llegó a rematar un pase de la muerte. Pero poco a poco el Barcelona empezó a llegar al área contraria. El equipo catalán dispuso de su primera ocasión clara en el minuto 31, aunque Samuel Eto'o no tuvo fortuna.
En los minutos finales de la primera parte el Barça dominaba, mientras el Sevilla aguantaba defendiendo todas las acometidas de su rival. El Barcelona estuvo a punto de empatar en varias jugadas, pero la gran actuación de Andrés Palop y la defensa sevillista lo impidieron.
El Sevilla no conseguía llegar al área contraria, aunque consiguió un córner en el último minuto, córner que se transformó en gol después del remate de Kanouté. El Sevilla consiguió aumentar la ventaja cuando peor lo estaba pasando, justo antes de que el árbitro pitara el final de la primera parte.

### Segunda parte
El Barça debía marcar dos goles en esta parte si quería empatar. Salió al campo intentándolo, pero no conseguía crear ocasiones. Frank Rijkaard sacó al campo a Andrés Iniesta y a Guðjohnsen para intentar llegar con más claridad a la portería. Con los cambios el Barcelona creó más ocasiones, aunque el Sevilla defendía bien y salía a la contra en cuanto podía con mucho peligro. 
En el minuto 67 el equipo andaluz pudo sentenciar, aunque Renato no estuvo acertado. Dos minutos después Andrés Iniesta estuvo a punto de recortar distancias y poco después Samuel Eto'o disparó alto de parte de un gran pase de Lionel Messi.
En el minuto 87 Guðjohnsen intentó marcar, pero Palop consiguió parar el disparo. Dos minutos después Carles Puyol derribó a Antonio Puerta en el área y el árbitro pitó penal. Maresca fue el encargado de lanzarlo y no falló, marcando el tercero para su equipo. 
Aunque el árbitro añadió cuatro minutos, la diferencia de tres goles hacía casi imposible la remontada del Barcelona, y así fue. Se llegó al final del partido y el Sevilla conquistaba su primera Supercopa de Europa.

## Detalles
| 1          | POR        | Víctor Valdés    |     |
| 2          | DEF        | Juliano Belletti |     |
| 4          | DEF        | Rafael Márquez   |     |
| 5          | DEF        | Carles Puyol     |     |
| 16         | DEF        | Sylvinho         | 72' |
| 3          | MED        | Thiago Motta     | 57' |
| 6          | MED        | Xavi Hernández   | 57' |
| 20         | MED        | Deco             |     |
| 9          | DEL        | Samuel Eto'o     |     |
| 10         | DEL        | Ronaldinho       |     |
| 19         | DEL        | Lionel Messi     |     |
| Entrenador | Entrenador | Frank Rijkaard   |     |

| 1          | POR        | Andrés Palop      |     |
| 2          | DEF        | Javi Navarro      |     |
| 3          | DEF        | David Castedo     |     |
| 4          | DEF        | Dani Alves        |     |
| 14         | DEF        | Julien Escudé     |     |
| 6          | MED        | Adriano Correia   | 81' |
| 8          | MED        | Christian Poulsen |     |
| 11         | MED        | Renato            |     |
| 15         | MED        | Jesús Navas       | 75' |
| 10         | DEL        | Luís Fabiano      | 46' |
| 12         | DEL        | Frédéric Kanouté  |     |
| Entrenador | Entrenador | Juande Ramos      |     |

| 24 | MED | Andrés Iniesta   | 57' |
| 7  | DEL | Eiður Guðjohnsen | 57' |
| 8  | MED | Ludovic Giuly    | 72' |

| 18 | MED | José Luis Martí | 46' |
| 25 | MED | Enzo Maresca    | 75' |
| 16 | MED | Antonio Puerta  | 81' |

|       | 7'  | Renato           | 0-1 |
|       | 45' | Frédéric Kanouté | 0-2 |
| Penal | 89' | Enzo Maresca     | 0-3 |

|  | 47' | Sylvinho |

|  | 49' | Frédéric Kanouté |
|  | 54' | Dani Alves       |
|  | 60' | Javi Navarro     |
|  | 77' | Andrés Palop     |
|  | 85' | Julien Escudé    |
|  | 90' | Enzo Maresca     |

| Árbitro             | Stefano Farina      |
| Árbitros asistentes | Marco Ivaldi        |
| Árbitros asistentes | Alessandro Griselli |
| Cuarto árbitro      | Matteo Trefoloni    |

| 1          | POR        | Víctor Valdés    |     |
| 2          | DEF        | Juliano Belletti |     |
| 4          | DEF        | Rafael Márquez   |     |
| 5          | DEF        | Carles Puyol     |     |
| 16         | DEF        | Sylvinho         | 72' |
| 3          | MED        | Thiago Motta     | 57' |
| 6          | MED        | Xavi Hernández   | 57' |
| 20         | MED        | Deco             |     |
| 9          | DEL        | Samuel Eto'o     |     |
| 10         | DEL        | Ronaldinho       |     |
| 19         | DEL        | Lionel Messi     |     |
| Entrenador | Entrenador | Frank Rijkaard   |     |

| 1          | POR        | Andrés Palop      |     |
| 2          | DEF        | Javi Navarro      |     |
| 3          | DEF        | David Castedo     |     |
| 4          | DEF        | Dani Alves        |     |
| 14         | DEF        | Julien Escudé     |     |
| 6          | MED        | Adriano Correia   | 81' |
| 8          | MED        | Christian Poulsen |     |
| 11         | MED        | Renato            |     |
| 15         | MED        | Jesús Navas       | 75' |
| 10         | DEL        | Luís Fabiano      | 46' |
| 12         | DEL        | Frédéric Kanouté  |     |
| Entrenador | Entrenador | Juande Ramos      |     |

| 24 | MED | Andrés Iniesta   | 57' |
| 7  | DEL | Eiður Guðjohnsen | 57' |
| 8  | MED | Ludovic Giuly    | 72' |

| 18 | MED | José Luis Martí | 46' |
| 25 | MED | Enzo Maresca    | 75' |
| 16 | MED | Antonio Puerta  | 81' |

|       | 7'  | Renato           | 0-1 |
|       | 45' | Frédéric Kanouté | 0-2 |
| Penal | 89' | Enzo Maresca     | 0-3 |

|  | 47' | Sylvinho |

|  | 49' | Frédéric Kanouté |
|  | 54' | Dani Alves       |
|  | 60' | Javi Navarro     |
|  | 77' | Andrés Palop     |
|  | 85' | Julien Escudé    |
|  | 90' | Enzo Maresca     |

| Árbitro             | Stefano Farina      |
| Árbitros asistentes | Marco Ivaldi        |
| Árbitros asistentes | Alessandro Griselli |
| Cuarto árbitro      | Matteo Trefoloni    |

| \| Estadísticas \| Barcelona \| Sevilla \| \| Goles \| 0 \| 3 \| \| Total disparos \| 15 \| 12 \| \| Tiros a puerta \| 4 \| 9 \| \| Posesión de balón \| 60% \| 40% \| \| Saques de esquina \| 3 \| 4 \| \| Faltas cometidas \| 24 \| 22 \| \| Fueras de juego \| 2 \| 4 \| \| Tarjetas amarillas \| 1 \| 6 \| \| Tarjetas rojas \| 0 \| 0 \| |           |         |
| Estadísticas | Barcelona | Sevilla |
| Goles | 0         | 3       |
| Total disparos | 15        | 12      |
| Tiros a puerta | 4         | 9       |
| Posesión de balón | 60%       | 40%     |
| Saques de esquina | 3         | 4       |
| Faltas cometidas | 24        | 22      |
| Fueras de juego | 2         | 4       |
| Tarjetas amarillas | 1         | 6       |
| Tarjetas rojas | 0         | 0       |

|                             |
| Bandera de España           |
| Campeón Sevilla 1.er título |

### Incidencias
Partido disputado en el Stade Louis II de Mónaco ante 17480 personas. Dani Alves fue elegido mejor jugador del encuentro. El encargado de entregar el trofeo fue Lennart Johansson, presidente de la UEFA.
En el palco estuvieron entre otros:
- Alberto II de Mónaco, soberano de Mónaco.
- Jaime Lissavetzky, secretario de Estado para el Deporte español.
- Ernest Benach, Presidente del Parlamento Catalán.